# Врабчова кукумявка
Врабчовата кукумявка, още малка кукумявка (Glaucidium passerinum) е вид птица от род Малки кукумявки (Glaucidium), род Совови (Strigidae). Това е най-дребната сова в България.

## Физическо описание
Оперението по горната страна на тялото и главата е сиво-кафяво с бели петънца, а на корема е светло с кафяви петна.
Тялото на врабчовата кукумявка е с дължина 15 – 19 см, размахът на крилата е 32 – 39 см. Теглото варира от 55 до 80 грама. Женските екземпляри са по-едри от мъжките.
Видът има слабо очертан лицев диск, малки очи с жълти ириси, жълт клюн и черни нокти. Краката имат гъсто оперение, достигащо до ноктите.

## Разпространение
Видът е широко разпространен бореален вид в тайгата на Европа, Северна Азия и Северна Америка. Като цяло е незастрашен вид. В Европа се среща на север до полярния кръг, а на юг до Северна Италия и Пиренеите, Алпите, Карпатите, планините на Балканския полуостров, където има реликтна популация от следледниково време.
В България е най-рядко срещаната сова. Среща се в планините Рила, Централна Стара планина, Пирин, Западни Родопи, Славянка и Витоша главно в стари смърчови, също смесени иглолистни и елово-букови гори.
Установено е, че в България обитава НП „Централен Балкан“ (резерватите „Царичина“, „Стенето“ и „Боатин“), ПП „Рилски манастир“, Северна Рила, НП „Рила“, Западни Родопи – Беглика, Баташка планина, Чернатица, Перелик, Дъбраш, Южен Пирин и Славянка. Числеността в установените находища е около 100 гнездещи двойки.

## Начин на живот и хранене
Врабчовата кукумявка активно търси храна и пее привечер и сутрин, понякога и през деня. Нощно време не е активна. В България пролетната активност започва през март и продължава до средата на май. През есента пее през септември и октомври. Песента на вида се чува добре до около 800 м от пеещата птица и представлява монотонно повтаряне на едно и също подсвирване. Наподобява на песента на чухала.
На територията на Централна Европа видът се храни с дребни мишевидни гризачи, земеровки и малки пойни птици – кралчета, синигери, овесарки и др. Складира запаси за зимата, за което се съди по откриваните жертви в дупките, които обитава.

## Размножаване
Видът е моногамен, като образуваните двойки се запазват с години. Гнездят в дупки на кълвачи, в естествени хралупи на стари дървета, но също и в къщички. Женската снася 4 – 6 бели на цвят яйца, най-често от средата на април до средата на май. Броят на яйцата силно варира в зависимост от изобилието на храна. Мъти само женската в продължение на 28 – 29 дни, като междувременно мъжкият ѝ носи храна. Малките се излюпват асинхронно и престояват в гнездото 29 – 32 дни. Остават с възрастните и се учат от тях до началото на есента.

## Природозащитен статут
Видът е защитен според Закона за биологичното разнообразие. В Червената книга на България е вписан през 1985 година. Включен е в Бернската Конвенция за опазване на дивата европейска флора и фауна (Приложение II) и Директивата за птиците (Приложение I). Около 70% от популацията попада в НП „Централен Балкан“ и НП „Рила“ и ПП „Рилски манастир“ и мрежата от резервати в тях.
Сред факторите, застрашаващи врабчовата кукумявка, са изсичането на старите естествени иглолистни и букови гори и фрагментиране на масивите им. Видът се конкурира за хралупи с горската зидарка и сънливеца.

## Галерия
- Врабчова кукумявка в Национален парк и защитена зона „Рила“, България
- Врабчова кукумявка в Национален парк и защитена зона „Рила“, България
- Врабчова кукумявка в Национален парк и защитена зона „Рила“, България